# Антисовјетизам
Антисовјетизам, антисовјетско расположење, односи се на особе и активности које су стварно или наводно усмерене против Совјетског Савеза или владине моћи у Совјетском Савезу.
Могу се разликовати три различите врсте употребе термина:
- Антисовјетизам у међународној политици, као што је западна опозиција Совјетском Савезу током Хладног рата као део ширег антикомунизма.
- Антисовјетски противници бољшевика убрзо након Руске револуције и током Руског грађанског рата.
- Совјетски грађани (наводно) укључени у антивладине активности.

## Историја

### У Совјетском Савезу
Током Руског грађанског рата који је уследио након Октобарске револуције 1917. године, антисовјетска страна је био Бели покрет. Између ратова, неки покрет отпора, посебно 1920-их, гајила је пољска обавештајна служба у облику Прометејског пројекта. Након напада нацистичке Немачке на Совјетски Савез, створене су антисовјетске снаге које је водила првенствено нацистичка Немачка.
У време грађанског рата у Русији, читаве категорије људи, као што су свештенство, кулаци и бивша царска руска полиција, аутоматски су сматране антисовјетским. Они који су на овај начин сматрани антисовјетским, због свог ранијег друштвеног статуса, често су сматрани кривима кад год им се суди за злочин.  
Касније је у Совјетском Савезу бити антисовјетски опредељемн било кривично дело, познато као „антисовјетска агитација“. Епитет „антисовјетски“ био је синоним за „контрареволуционар“. Именица „антисовјетизам“ се ретко користила, а именица „антисоветист“ ( рус. антисоветчик) коришћен је у погрдном смислу. Антисовјетска агитација и активности били су политички злочини третирани чланом 58, а касније чланом 70 кривичног закона РСФСР и сличним члановима у другим совјетским републикама. У фебруару 1930. дошло је до антисовјетске побуне у селу Созак у Казашкој Аутономној Социјалистичкој Совјетској Републици.
Након завршетка Другог светског рата, дошло је до источноевропских антикомунистичких побуна против Совјетског Савеза.

### У постсовјетским земљама

#### Естонија
У августу 2022. Естонија је почела да уклања совјетске споменике, почевши од тенка Т-34 у Нарви, рекавши да је то неопходно за јавни ред и унутрашњу безбедност.

#### Летонија
Дана 6. маја 2022, након руске инвазије на Украјину, летонски премијер Кришјанис Каринш је објавио да је уклањање контроверзног споменика победе Црвеној армији неизбежно. Пет дана касније покренута је јавна кампања прикупљања средстава и донирано је више од 39.000 евра до 12. маја  када је Саеима у споразуму између Летоније и Русије изгласала суспензију функционисања одељења у вези са очувањем меморијалних објеката. До 13. маја укупан износ донација достигао је скоро 200.000 евра.
Митингу „Ослободимо се совјетског наслеђа“ који је одржан 20. марта присуствовало је око 5.000 људи, док контрамитинг Летонске Руске уније није био дозвољен због безбедносних разлога.
Списак од 93 назива улица који још увек величају совјетски режим (као што је 13 улица названих по Пионирском покрету), као и 48 назива улица датих током русификације крајем 19. века (попут улица названих по Александру Пушкину), саставили су историчари Центра за јавно памћење и послали одговарајућим општинама којима је препоручено да их промене.